# Martin Gehlen
Martin Gehlen (* 10. Oktober 1956 in Düsseldorf; † 6. Februar 2021 in Tunis) war ein deutscher Politologe, Soziologe und Nahost-Korrespondent.

## Leben
Von 1976 bis 1987 studierte Gehlen Biologie und katholische Theologie. Zudem studierte er Nordamerikawissenschaften, beschäftigte sich in Studienaufenthalten an der Harvard-Universität, der Hebräischen Universität Jerusalem und bei Science Po in Paris mit dem Verhältnis von Religion und Politik und promovierte 2004 am Max-Weber-Kolleg für kultur- und sozialwissenschaftliche Studien der Universität Erfurt bei Hans Joas in Politikwissenschaften mit dem Thema Politikberatung in den USA über den Einfluss von privaten Think Tanks auf die US-amerikanische Sozialpolitik. An der Deutschen Journalistenschule absolvierte Gehlen ein Volontariat.
Gehlen war Nahost-Korrespondent verschiedener deutschsprachiger Zeitungen (z. B. der Frankfurter Rundschau oder des Tagesspiegels, seit 2008 der Zeit) in Kairo. Er arbeitete unter anderem als Politikredakteur bei der Südwest Presse und beim Tagesspiegel.
Gehlen war mit der Fotografin Katharina Eglau (* 1960) verheiratet, mit der er seit 2008 in Kairo, zuletzt in Tunis lebte.
Martin Gehlen starb im Februar 2021 im Alter von 64 Jahren an den Folgen eines Herzinfarkts.

## Schriften
- Politikberatung in den USA. Der Einfluss von Think Tanks auf die amerikanische Sozialpolitik. Campus Verlag, Frankfurt am Main 2005. ISBN 978-3-593-37728-5 (Zugl.: Erfurt, Univ., Diss., 2004)